# 브라질 헤알
브라질 헤알(포르투갈어: real brasileiro, pl. reais; 기호: R$; 코드: BRL)은 브라질의 통화이다. 1 헤알은 100 센타부스(centavos)에 해당된다. 브라질 중앙은행은 중앙은행과 발행 기관이다. 헤알은 1994년에 크루제이루 헤알을 대체하면서 도입되었다.
2019년 4월 기준, 헤알은 20번째로 많이 거래된 통화이다.

## 주화

### 첫 번째 시리즈 (1994-1997)
통화의 첫 번째 시리즈와 함께, 동전은 1, 5, 10, 50 센타부, 1 헤알의 종류로 1994년 6월 30일에 도입되었다.

## 같이 보기
- 브라질 중앙은행
- 브라질의 경제